# Önsta distrikt
Önsta distrikt är ett distrikt i Västerås kommun och Västmanlands län. 
Distriktet ligger norr om Västerås. 

## Tidigare administrativ tillhörighet
Distriktet inrättades 2016 och utgörs av en del av området Västerås stad omfattade till 1971, en del av området som före 1952 utgjorde Skerike socken.
Området motsvarar den omfattning Önsta församling hade vid årsskiftet 1999/2000 och som den fick 1991 efter utbrytning ur Västerås Skerike församling.